# All Summer Long (album The Beach Boys)
| Recensione                    | Giudizio |
| ----------------------------- | -------- |
| AllMusic                      | [ 1 ]    |
| Blender                       | [ 2 ]    |
| Encyclopedia of Popular Music |          |
| MusicHound                    | 3.5/5    |
| The Rolling Stone Album Guide |          |
| Piero Scaruffi                | 5/10     |
| Sputnikmusic                  | 4.5/5    |

All Summer Long è il sesto album in studio del gruppo musicale statunitense The Beach Boys, e il loro secondo lavoro pubblicato nel 1964. Registrato in pieno periodo della British Invasion capitanata dai The Beatles, l'album ha segnato una svolta rilevante nella carriera dei Beach Boys e in primo luogo del musicista Brian Wilson.

## Descrizione

### Origine e storia
A partire dal febbraio 1964, Brian Wilson si rinchiuse in casa a comporre nuovi brani, riemergendo solo dopo alcune settimane portando in dote alla band canzoni come I Get Around, All Summer Long, Wendy e Girls on the Beach. I Beach Boys sovraincisero le loro parti vocali sopra le tracce strumentali suonate da musicisti di studio, tutte prodotte dal ventunenne Brian Wilson.
I Get Around precedette l'uscita dell'album venendo pubblicata su singolo due mesi prima, e velocemente scalò le classifiche arrivando in vetta, diventando così il primo singolo da numero 1 in America per i Beach Boys. L'album fu pubblicato a luglio, e raggiunse la posizione numero 4 in classifica negli Stati Uniti, senza però riuscire ad entrare nella classifica inglese.
I Get Around è una canzone autobiografica che descrive la reazione dei membri del gruppo alla fama e al successo. Mike Love disse che era: "Veramente circa le nostre esperienze personali: di come abbiamo ottenuto fama immediata, fortuna, viaggi in tutto il paese, ma tutto questo ci ha portato felicità? Forse avevamo bisogno di trovare un luogo diverso..." Il biografo Peter Ames Carlin ha distinto la canzone per i suoi "trascinanti cambi ritmici stridenti, la chitarra fuzz, i riff d'organo sbilenchi e il lamentoso falsetto di Brian", mentre David Leaf la definì "un passo importante e rivoluzionario nell'uso della dinamica da parte di Brian".

### Registrazione

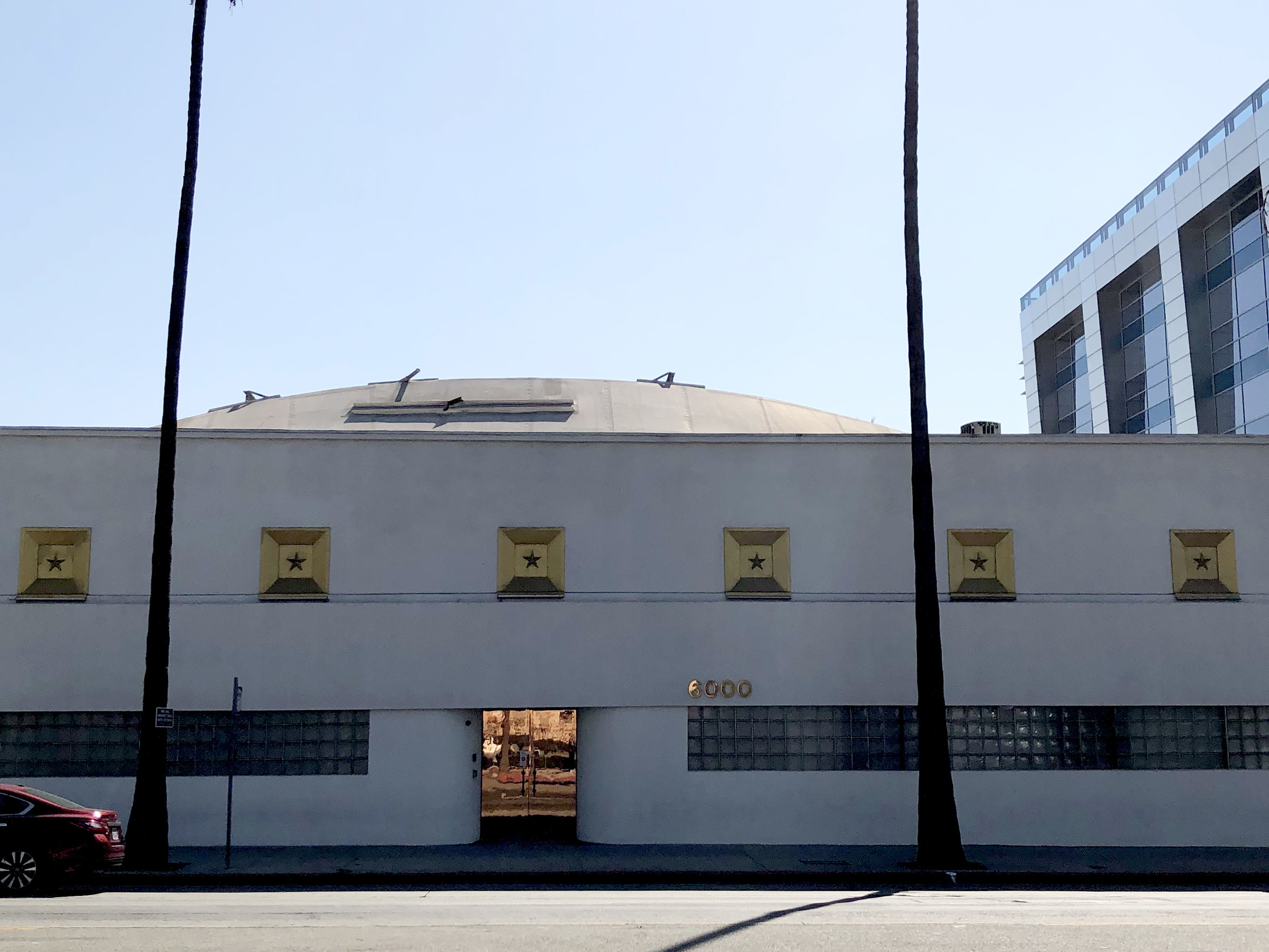
L'entrata degli studi United Western Recorders su Sunset Boulevard (2019)

All Summer Long venne registrato in gran parte tra il 2 aprile e il 19 maggio 1964, agli United Western Recorders di Hollywood. Secondo lo storico della musica Keith Badman, Wilson era rimasto insoddisfatto dalla semplicità e dagli riempitivi presenti in Shut Down Volume 2, e quindi voleva che All Summer Long fosse un disco più rifinito e sofisticato. L'album include gli arrangiamenti più complessi della band su disco fino ad allora, ed è il loro primo album a non essere incentrato su tematiche inerenti le automobili o il surf. Wilson osservò: «Avevamo bisogno di crescere. Fino a quel momento avevamo sfruttato ogni idea fino all'osso. L'avevamo sfruttata fino all'osso. Avevamo esplorato ogni possibile angolazione del surf e poi avevamo fatto la routine dell'auto. Ma avevamo bisogno di crescere artisticamente».
A posteriori Wilson citò All Summer Long come un "punto di svolta" per la band, e il suo primo LP in grado di competere con Phil Spector e i Beatles. Dopo questo album, i Beach Boys registrarono raramente canzoni su auto o surf, ma continuarono a essere stereotipati come un gruppo che cantava esclusivamente di tali argomenti, anche se la loro raffinatezza musicale continuò a crescere con pubblicazioni come The Beach Boys Today! (1965) e Pet Sounds (1966).

### Il licenziamento di Murry Wilson
Uno dei cambiamenti più rilevanti che ebbero luogo durante la lavorazione di All Summer Long fu il licenziamento di Murry Wilson come manager del gruppo. Dopo un lungo periodo durato due anni di dominio incontrastato, la band decise di averne abbastanza dei modi dittatoriali del padre dei fratelli Wilson. Durante l'incisione in studio del brano I Get Around, i membri del gruppo lo sollevarono dall'incarico. Un tentativo di riconciliazione tra le parti, come documentato dai nastri delle sessioni per Help Me, Rhonda, fallì miseramente.

### Copertina
La copertina del disco, dalla quale traspare una forte atmosfera estiva, presenta una serie di fotografie dei membri del gruppo, che fraternizzano con delle ragazze sulla spiaggia, montate insieme come in un collage. Le foto furono accreditate sia a Kenneth Veeder che a George Jerman (che aveva scattato le istantanee per le copertine dei primi album del gruppo) ma non è ben chiaro chi abbia scattato le foto a colori in copertina e chi quelle in bianco e nero sul retro. Le foto furono scattate ancora una volta a Paradise Cove, a nord di Malibù, la stessa location utilizzata per gli album Surfin' Safari e Surfer Girl. Nelle foto, anche se tutti e cinque i membri del gruppo appaiono in copertina, solo Brian, Carl, Dennis e Mike furono effettivamente ritratti sulla spiaggia (insieme a due ragazze non identificate), Al Jardine quel giorno era ammalato e la sua immagine venne quindi aggiunta successivamente in studio.
Nelle prime stampe dell'LP, la canzone Don't Back Down venne erroneamente indicata come Don't Break Down sulla copertina.

## Tracce
Lato 1
1. I Get Around – 2:12 (Brian Wilson, Mike Love) – 1
2. All Summer Long – 2:06 (Brian Wilson, Mike Love) – 1
3. Hushabye – 2:39 (D.Pomus, M.Schuman) – 2
4. Little Honda – 1:51 (Brian Wilson, Mike Love) – 1
5. We'll Run Away – 1:59 (Brian Wilson, G.Usher) – 2
6. Carl's Big Chance – 2:24 (Brian Wilson, Carl Wilson) – 3

Lato 2
1. Wendy – 2:14 (Brian Wilson, Mike Love) – 1
2. Do You Remember? – 1:37 (Brian Wilson, Mike Love) – 1
3. Girls On The Beach – 2:23 (Brian Wilson) – 2
4. Drive-In – 1:50 (Brian Wilson, Mike Love) – 1
5. Our Favorite Recording Sessions (Session) – 1:59 (Beach Boys)
6. Don't Back Down – 1:52 (Brian Wilson, Mike Love) – 1

### Specifiche esecutori
- 1 con Mike Love come voce solista
- 2 con Brian Wilson come voce solista
- 3 Strumentale

## Formazione
The Beach Boys
- Al Jardine - voce, cori, basso, chitarra elettrica, chitarra ritmica
- Mike Love - voce
- Brian Wilson - voce, cori, pianoforte, organo Hammond B3, clavicembalo, xilofono, marimba
- Carl Wilson - voce, cori, chitarra elettrica, chitarra ritmica
- Dennis Wilson - voce, cori, batteria, percussioni

Musicisti aggiuntivi
- Hal Blaine – batteria
- Glen Campbell – basso a 6 corde
- Steve Douglas – sax tenore
- Jay Migliori – sax baritono; ottavino o piffero
- Ray Pohlman – basso a 6 corde